# Coupe d'Europe des vainqueurs de coupe féminine de handball 2005-2006
Navigation
Coupe des coupes 2004-2005 Coupe des coupes 2006-2007
La Coupe d'Europe des vainqueurs de coupe féminine de handball 2005-2006 est la 30e édition de la Coupe d'Europe des vainqueurs de coupe féminine de handball, compétition de handball créée en 1976 et organisée par l'EHF.
La compétition est remportée pour la deuxième fois par le Budućnost Podgorica, vainqueur en finale du Győri ETO KC.

## Formule
La Coupe des Vainqueurs de Coupe est également appelée C2. Elle regroupe 32 clubs européens. Il est d’usage que les vainqueurs des coupes nationales respectives y participent. L'ensemble des rencontres se dispute en matchs aller-retour, y compris la finale. 
28 clubs prennent part aux tours préliminaires. Les quatre clubs qualifiés à l'issue du troisième tour sont rejoints par les quatre clubs ayant terminé troisième de leur poule en Ligue des champions.

## Tours préliminaires

### Premier tour
Les matchs aller se déroulent du 1er au 8 octobre et les matchs retour du 2 au 9 octobre 2005 :
| Équipe 1                    | Score   | Équipe 2                | Aller   | Retour  |
| --------------------------- | ------- | ----------------------- | ------- | ------- |
| MKS Zagłębie Lubin          | 73 – 39 | Eurostandard GP Skopje  | 30 – 16 | 43 – 23 |
| ZMC Amicitia Zürich*        | 48 – 37 | Sporting Neerpelt       | 25 – 19 | 23 – 18 |
| Sola HK                     | 90 – 26 | SPES Kefalovrysos       | 53 – 11 | 37 – 15 |
| Assomada Carnaxide          | 47 – 81 | ŽRK Naisa Niš           | 22 – 38 | 25 – 43 |
| KH Vicianet Mitrovice       | 29 – 85 | TSV Bayer 04 Leverkusen | 13 – 44 | 16 – 41 |
| SD Itxako*                  | 83 – 15 | Hapoel Kiryat Ono       | 40 – 10 | 43 – 05 |
| UMF Stjarnan*               | 66 – 67 | Anadolu University SC   | 39 – 34 | 27 – 33 |
| Kouban Krasnodar*           | 72 – 43 | RK Celeia Žalec         | 38 – 27 | 34 – 16 |
| SC Galytchanka Lviv         | 50 – 54 | Ormi Patras*            | 26 – 27 | 24 – 27 |
| Rapid Bucarest*             | 97 – 33 | CS Baracuda Handball    | 52 – 13 | 45 – 20 |
| Váci NKSE                   | 60 – 52 | HC SCP Banská Bystrica  | 33 – 24 | 27 – 28 |
| McDonald's Wr.Neustadt (sk) | 51 – 41 | Zeeman Vastgoed SEW     | 29 – 21 | 22 – 20 |

* L'équipe a reçu les deux matchs.
Le ŽRK Lokomotiva Zagreb, l'Horsens HK, l'ES Besançon et le Gjerpen Håndball sont directement qualifié pour le deuxième tour.

### Deuxième tour
Les matchs aller se déroulent du 7 au 14 janvier et les matchs retour du 14 au 15 janvier 2006 :
| Équipe 1                 | Score   | Équipe 2                      | Aller   | Retour  |
| ------------------------ | ------- | ----------------------------- | ------- | ------- |
| TSV Bayer 04 Leverkusen* | 75 – 43 | Anadolu University SC         | 34 – 21 | 41 – 22 |
| ZMC Amicitia Zürich*     | 48 – 55 | Rapid Bucarest                | 26 – 29 | 22 – 26 |
| MKS Zagłębie Lubin       | 55 – 60 | Horsens HK                    | 28 – 28 | 27 – 32 |
| Váci NKSE                | 56 – 52 | ŽRK Naisa Niš                 | 32 – 26 | 24 – 26 |
| Gjerpen Håndball         | 65 – 60 | ZV McDonald's Wiener Neustadt | 36 – 31 | 29 – 29 |
| Ormi Patras              | 51 – 60 | ES Besançon                   | 26 – 26 | 25 – 34 |
| Sola HK                  | 49 – 55 | Kouban Krasnodar*             | 25 – 30 | 24 – 25 |
| ŽRK Lokomotiva Zagreb    | 38 – 40 | SD Itxako                     | 24 – 17 | 14 – 23 |

* L'équipe a reçu les deux matchs.

### Troisième tour
Les matchs aller se déroulent du 12 au 18 février et les matchs retour du 18 au 19 février 2006 :
| Équipe 1                | Score   | Équipe 2     | Aller   | Retour  |
| ----------------------- | ------- | ------------ | ------- | ------- |
| Kouban Krasnodar        | 44 – 48 | SD Itxako    | 27 – 19 | 17 – 29 |
| Rapid Bucarest          | 50 – 55 | ES Besançon* | 25 – 29 | 25 – 26 |
| TSV Bayer 04 Leverkusen | 57 – 55 | Horsens HK   | 26 – 24 | 31 – 31 |
| Gjerpen Håndball        | 64 – 48 | Váci NKSE    | 37 – 23 | 27 – 25 |

* L'équipe a reçu les deux matchs.

## Phase finale
Les quatre clubs qualifiés à l'issue du troisième tour sont rejoints par les quatre clubs ayant terminé troisième de leur poule en Ligue des champions.

### Quarts de finale
Les matchs aller se déroulent du 11 au 12 mars et les matchs retour du 18 au 19 mars 2006 :
| Équipe 1                | Score   | Équipe 2            | Aller   | Retour  |
| ----------------------- | ------- | ------------------- | ------- | ------- |
| Gjerpen Håndball        | 61 – 60 | Dunaferr NK         | 29 – 28 | 32 – 32 |
| SD Itxako               | 36 – 49 | Larvik HK           | 17 – 18 | 19 – 31 |
| TSV Bayer 04 Leverkusen | 44 – 47 | Budućnost Podgorica | 21 – 18 | 23 – 29 |
| Győri ETO KC            | 64 – 57 | ES Besançon         | 34 – 24 | 30 – 33 |

Seul le Gjerpen Håndball parvient à éliminer un club reversé de la Ligue des champions.

### Demi-finales
Les matchs aller se déroulent les 14 et 15 avril et les matchs retour les 21 et 22 avril 2006 :
| Équipe 1         | Score   | Équipe 2            | Aller   | Retour  |
| ---------------- | ------- | ------------------- | ------- | ------- |
| Gjerpen Håndball | 53 – 65 | Budućnost Podgorica | 24 – 28 | 29 – 37 |
| Győri ETO KC     | 55 – 51 | Larvik HK           | 33 – 28 | 22 – 23 |

### Finale
La finale aller se déroule le 13 mai et la finale retour le 20 mai 2006 :
| Équipe 1            | Score   | Équipe 2     | Aller   | Retour  |
| ------------------- | ------- | ------------ | ------- | ------- |
| Budućnost Podgorica | 51 – 48 | Győri ETO KC | 25 – 25 | 26 – 23 |

## Les championnes d'Europe
| Vainqueur de la Coupe d'Europe des vainqueurs de coupe 2005-2006 ŽRK Budućnost Podgorica 2e titre |

## Statistiques et récompenses
Les meilleurs marqueuses sont :
| Rang | Joueuse                 | Buts | Club                        |
| ---- | ----------------------- | ---- | --------------------------- |
| 1    | Iva Zámorská (no)       | 56   | Gjerpen Håndball            |
| 2    | Anita Görbicz           | 53   | Győri ETO KC                |
|      | Heidi Løke              | 53   | Gjerpen Håndball            |
| 4    | Ausra Fridrikas         | 51   | McDonald's Wr.Neustadt (sk) |
| 5    | Nadine Krause           | 48   | TSV Bayer 04 Leverkusen     |
| 6    | Elvira Zhitlova         | 39   | Kouban Krasnodar            |
| 7    | Denisa Glankovicova     | 38   | TSV Bayer 04 Leverkusen     |
| 8    | Anja Edin               | 37   | Gjerpen Håndball            |
| 9    | Stéphanie Fiossonangaye | 36   | ES Besançon                 |
|      | Elena Moise             | 36   | Rapid Bucarest              |